# Ideoblothrus insularum
Ideoblothrus insularum är en spindeldjursart som först beskrevs av Clarence Clayton Hoff 1945.  Ideoblothrus insularum ingår i släktet Ideoblothrus och familjen spinnklokrypare. Inga underarter finns listade i Catalogue of Life.